# Maibach (Wern)
Der Maibach ist ein fast 5 Kilometer langer Bach in Bayern, der im  unterfränkischen Landkreis Schweinfurt verläuft. Er ist ein nordöstlicher und linker Zufluss der Wern.

## Geographie

### Verlauf

#### Quellgebiet
Der Maibach entspringt in der Gemarkung des zu Poppenhausen gehörenden Gemeindeteils Maibach auf einer Höhe von 303 m ü. NHN im Waldgewann Holzspitz am Nordwestfuße des 339 m ü. NHN hohen Maibacher Bergs. Seine ganzjährig wasserführende Quelle liegt im Laubwald, gut 200 Meter südlich der Gemeindegrenze von Dittelbrunn zu Poppenhausen. Etwa einen halben Kilometer im Osten von dort verläuft direkt an der Gemeindegrenze von Poppenhausen zu Dittelbrunn der heutige Fernwanderweg Via Romea Germanica entlang. Jenseits des Wanderwegs liegt der Lindenhof, ein Aussiedlerhof. der als Reitanlage  genutzt wird.  Etwa 0,9 Kilometer im Südosten der Quelle liegt das Pfarrdorf Maibach, 1,3 Kilometer im Norden das zu Dittelbrunn gehörende Kirchdorf Holzhausen und 1,1 Kilometer im Osten das ebenfalls zu Dittelbrunn gehörende Pfarrdorf Hambach.
Der Bachgrund wird von feinsandigem, karbonatischem, teilweise auch tonigem, karbonatfreiem Schluff des Pleistozäns geprägt und an den Uferböschungen auf beiden Seiten stehen in Wechsellagerung Sedimente von schluffigen und feinkörnigen Sand- und  graugrünen  und graublauen Tongesteinen der Erfurt-Formation aus dem Unteren Keuper der Mitteltrias an, über die sich auf der rechten Seite fast ausschließlich Pseudogley-Braunerde- und Braunerde- und auf der linken überwiegend Pseudogleyböden abgelagert haben.

#### Weiterer Verlauf
Der Maibach fließt zunächst, auf seiner rechten Seite von einem Waldweg begleitet, in westsüdwestlicher Richtung durch Laubwald. An seinen Ufern wachsen vor allem Erlen und Eschen und in der Krautschicht gedeihen im feuchten Bachgrund  Großseggengesellschaften mit Gewöhnlichem Wasserdost. Nach gut einem 1⁄4 Kilometer erreicht der Bach einen kleinen See, der einst mittels eines Erddamms gestaut wurde und heute durch den mit der Zeit undicht gewordenen Damm teilweise verlandet ist. An dessen Ufern steht Erlentotholz, gemischt mit jüngeren Grauweiden, und seine Oberfläche ist teilweise von Ästigen Igelkolben und Teichschachtelhalmen sowie Sumpfseggen bedeckt. Im Umfeld des Bachs leben mindestens zwei verschiedene Amphibienarten und verschiedene Groß- und Kleinlibellen und im Wald stehen Ansitzwarten für Greifvögel. Knapp 100 Meter südlich des Bachs liegen die Überreste einer Siedlung der Linearbandkeramiker. Etwa 200 Meter bachabwärts bildet er nacheinander 4 kleine Fischweiher. In den letzten und größten dieser Weiher mündet in der Flur Mittleres Rieth, der in einem Bogen aus dem Norden kommende  Bodenäckergraben.
Der Maibach wird nun rechts  vom Maibacher Weg begleitet, einer Verbindungsstraße, die von Holzhausen im Norden nach Maibach führt. Er fließt dann etwa 150 Meter südsüdwestwärts durch die Flur Unteres Rieth und trifft danach auf einen örtlichen Wanderweg, der ihm ab da auf seiner rechten Seite folgen wird. Keine 100 Meter entfernt steht dort im Westen ein Bildstock von 1630 mit Sockel und Säule und einem Aufsatz mit Pietà. Anschließend läuft der Bach  in südsüdöstlicher Richtung  durch die Flur Unter dem Rieth am Ostfuß der 307 m ü. NHN hohen Erlen-Höhe entlang und wird dabei auf seiner rechten Seite von Ackerland und auf der linken von Laubwald gesäumt. Nach etwa 300 Metern erreicht er den Nordostrand der Ortschaft Maibach, zieht dann ungefähr 70 Meter östlich des von freistehenden Einfamilienhäusern gesäumten Hirtenwegs in der Flur Wiesen vor dem Holz am Ostrand des Ortes entlang und wird etwas später auf seiner rechten Seite vom Abfluss eines Rückhaltebeckens gespeist.

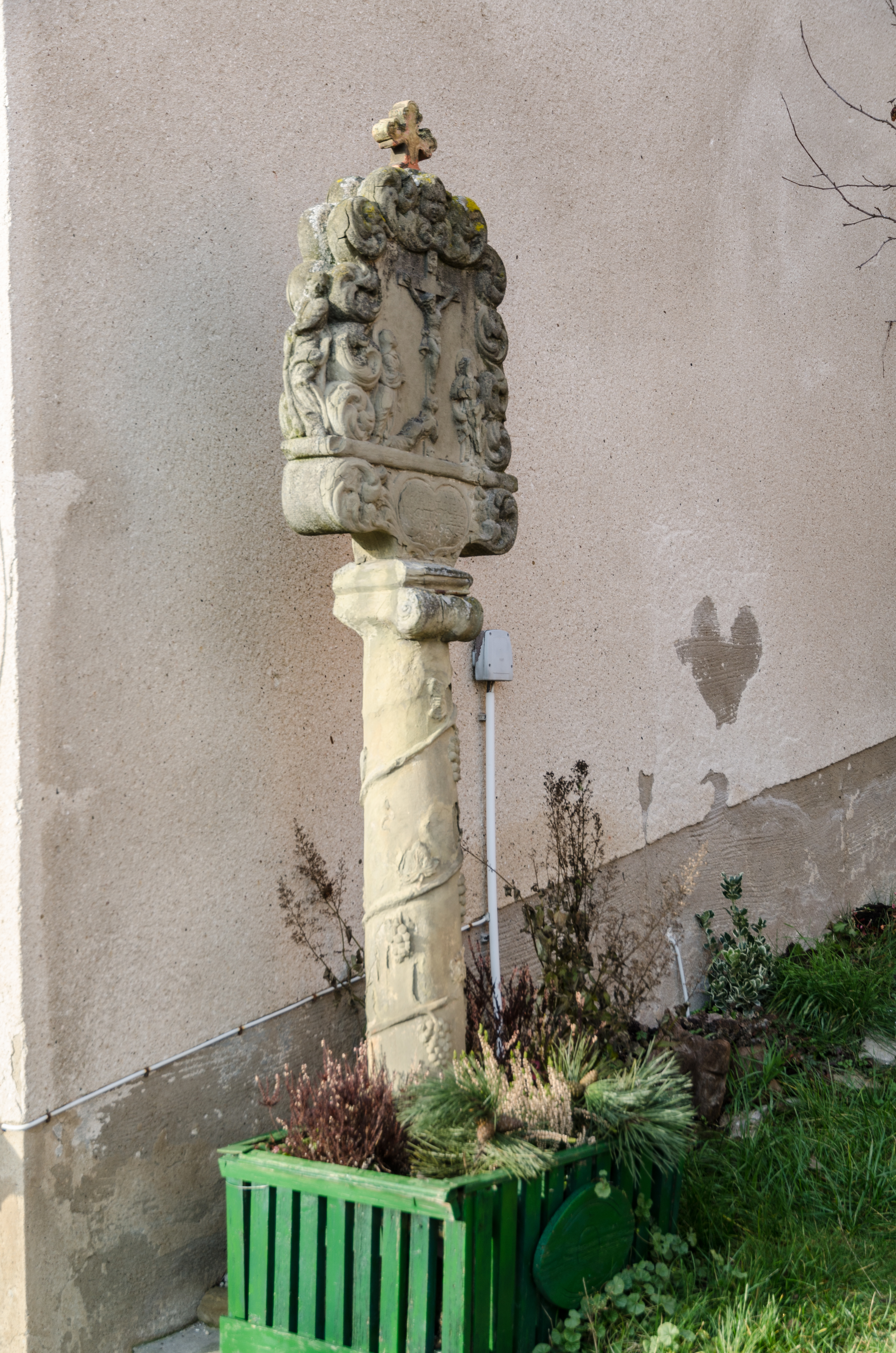
Bildstock mit Sockel und Säule mit Weinranken und einem Aufsatz mit Pietà und Kreuzigung

 Auf der linken Seite steht dort ein spätbarocker Bildstock mit gemauertem Sockel, einer Säule mit Weinranken und einem Aufsatz mit Pietà und Kreuzigung. Der Bach kreuzt dann einen Feldweg und wird kurz darauf von links durch den aus dem Osten kommenden Grundgraben verstärkt, der ihm unterirdisch verdolt zufließt. Der Maibach läuft nun südsüdwestwärts an einer auf seiner rechten Seite liegenden  Obstplantage vorbei und wird dann von einem Steg überbrückt, auf dem ein örtlicher Wanderweg entlangführt. Dort endet auch der ihm bisher auf seiner rechten Seite gefolgte Wanderweg. Südlich des Stegs fließt ihm in der Flur Seeleiten auf der rechten Seite ein aus der Ortschaft kommender, nur unbeständig wasserführender, circa 0,5 Kilometer langer und namenloser Graben zu. Knapp 100 Meter im Osten liegt der  Sportplatz Maibach. Der Maibach läuft darauf an einem auf seiner linken Seite liegenden Wasserbecken vorbei und nimmt unmittelbar danach auf der gleichen Seite einen aus dem Osten kommenden, etwa 1,3 Kilometer langen und namenlosen Bach auf, in den kurz davor auf dessen rechter Seite der ungefähr 0,6 Kilometer lange Klingengraben einmündete. Der Maibach unterquert hiernach die Schweinfurter Straße  und anschließend den Radwanderweg Oberes Werntal Nord-Route. Circa 30 Meter im Westen steht am südöstlichen Dorfausgang ein Bildstock mit Tischsockel und Säule sowie einem Aufsatz mit Ecce-Homo-Relief und fallendem Christus. Südlich davon wird er auf seiner linken Seite von einem namenlosen und ungefähr 1,5 Kilometer  langen Bach gestärkt, der ihm aus dem Rosengrund zufließt, und gut hundert Meter im Osten liegen südlich des Ziehbergs die Reste einer Siedlung aus der Linearbandkeramik- sowie der Späthallstatt- und Frühlatènezeit.

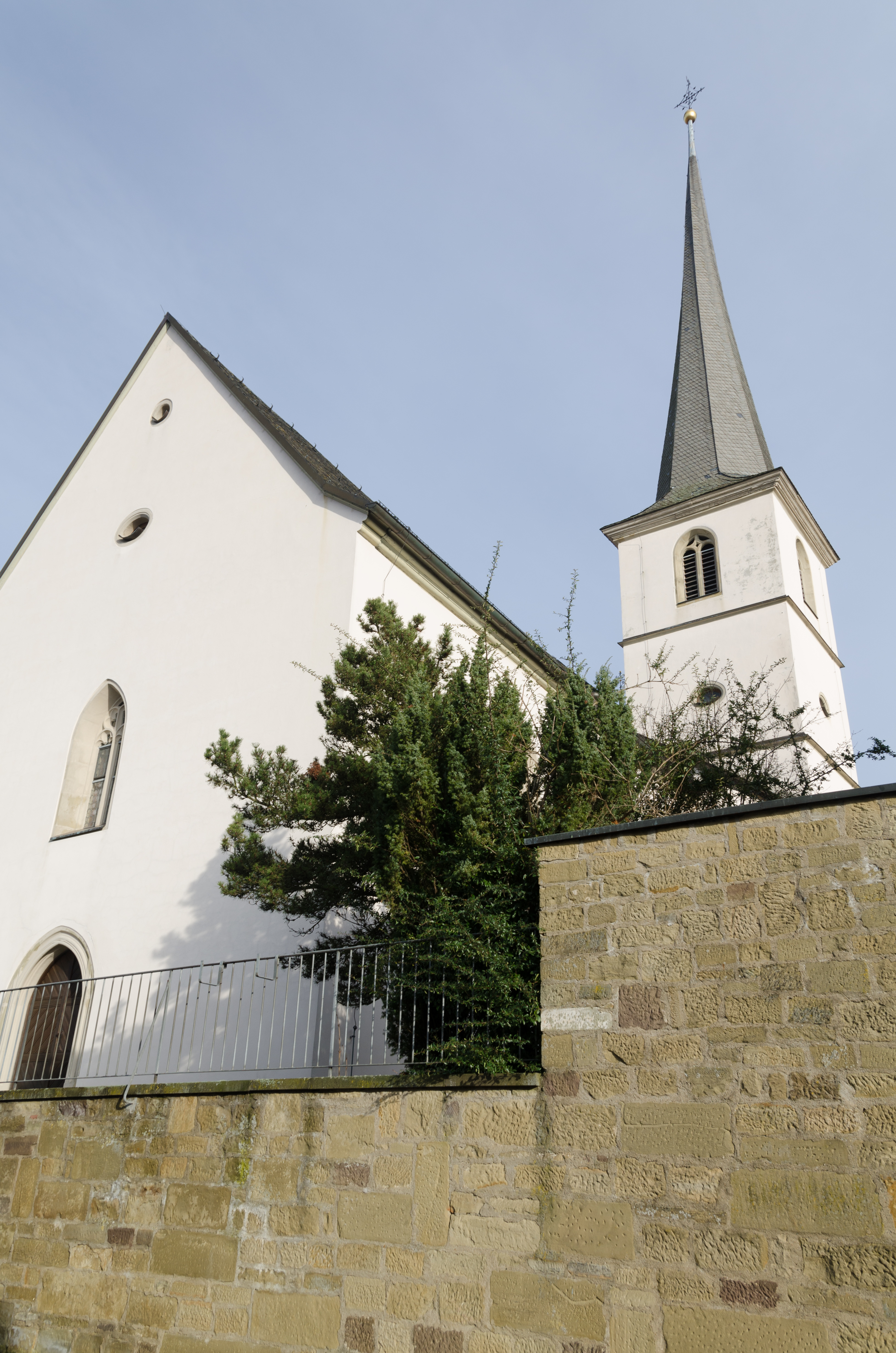
Pfarrkirche St. Kilian

Der Maibach knickt dort fast rechtwinklig nach Westen ab und läuft, begleitet auf seiner linken Seite vom Radweg Oberes Werntal - Rund um die Wernquelle, südlich  der Schweinfurter Straße am Ortsrand des Dorfes entlang. Er kreuzt dabei den Niederwerrner Weg und zieht dann in der Flur Dinkelgarte an einer im Süden liegenden Obstplantage vorbei, in deren südwestlichem Umfeld ein Bildstock und ein Wegekreuz stehen. Er unterquert dann eine Wohnstraße, wo ungefähr 100 Meter nördlich von dort die frühneuzeitliche römisch-katholische Pfarrkirche St. Kilian mit Satteldach, eingezogenem Chor und seitlichem Chorturm mit Spitzhelm steht. Der Bach fließt danach durch die Flur Röſswiesen am auf seiner linken Seite liegenden Milchviehbetrieb Göbel vorbei. Auf der anderen Seite steht am Talhang ein Gebüschkomplex aus Schlehen, Zwetschgen und Eichen, dessen Saum mit Brombeergestrüpp überwuchert ist. Davor liegt eine kleine extensive Mähwiese mit Salbei und Glatthafer. Anschließend zieht der Bach, gesäumt von dichtem Gehölz, in der Flur Kellers Wiesen zwischen intensiv landwirtschaftlich genutzten Feldern und Wiesen am Südfuße der 308 m ü. NHN hohen Erlershöhe entlang. Nördlich des Bachs liegt ein kleiner Wald mit größeren Eichenbeständen sowie Beimischungen von Hainbuche und Vogelkirsche und unten in der dichten Strauchschicht  entfalten sich Weißdorn, Holunder, Haselnuss und an den Rändern Schlehen. Im Nordnordwesten des Waldes befindet sich eine Mariengedenkstätte, und keine 100 Meter westlich davon ein weiteres Eichenwäldchen. Auf der anderen Seite des Maibachs liegt der Eichen-Hainbuchen-Wald Birkig, in dem vor allem Eichen, Hainbuchen und Vogelkirschbäume  sowie Eschen stehen und vereinzelt im etwas frischeren Norden Schwarzerlen und Zitterpappeln und an den trockeneren Hängen auch Hängebirken und Bergahornbäume wachsen. Südlich des Birkigwaldes  liegen jenseits der B 286 und etwas nördlich der Flur Hart die Überreste einer Siedlung aus der Hallstattzeit. Der Bach quert westlich eines kleinen Pumpwerks einen Feldweg und passiert dabei die Gemarkungsgrenze von Maibach nach Poppenhausen.

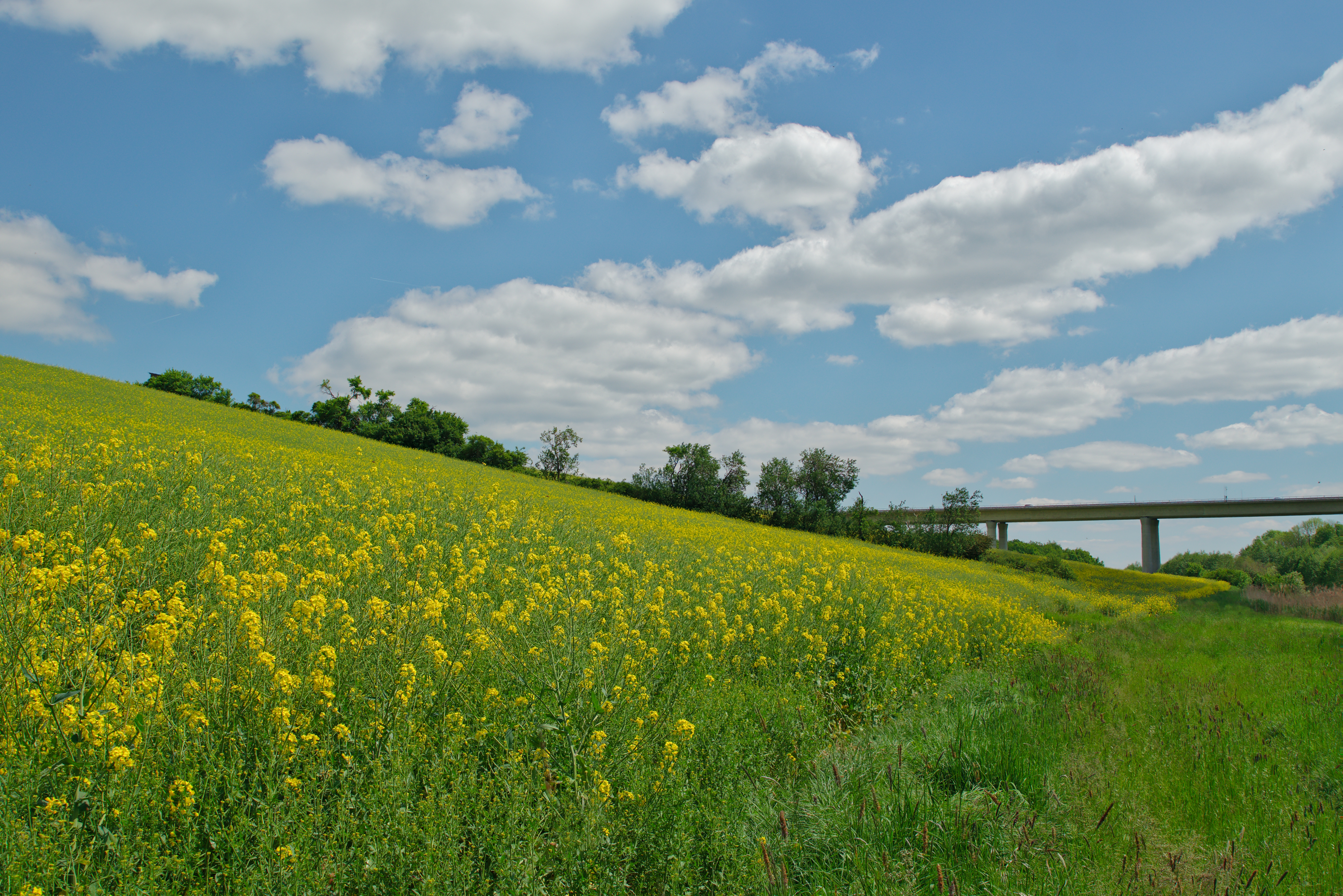
Blick auf das Biotop Hecken am Maibach-Talhang in Richtung der Ortschaft Maibach im Hintergrund die Talbrücke Maibach

Gleich darauf wird er von der Talbrücke Maibach, einer 422,5 Meter langen Spannbeton- und Hohlkastenbrücke der A 71, überspannt. Unterhalb der Brücke hat sich der Bach in ein Geflecht von Gräben und Teichen geteilt, die  dann knapp 100 Meter später wieder zusammenfließen. Er zieht danach, gesäumt von Ufergehölz, ungefähr 100 Meter nördlich der B 286,  zwischen dem Maibacher Berg im Norden und dem Harthügel im Süden, durch Ackerland. Nach etwa einem halben Kilometer wird er von einem Steg überbrückt, über den der obengenannte Radweg führt, der den Bach nunmehr auf der rechten Seite begleitet und dann westlich eines kleinen Wasserwerks nach Norden abbiegt. Der Bach fließt nun stark begradigt in der Flur Roerich durch eine inmitten von Ackerland liegende und von Schilfrohr überwachsene Nasswiese, in deren brachliegenden Hochstaudenfluren Bekassinen, Rohrammern, Sumpfrohrsänger und Rebhühner leben.  Er unterquert dann die B 19 und betritt die Flussaue der Wern. Östlich der am Südostrand von Poppenhausen stehenden Fuchsenmühle, die auch Ditterichsmühle genannt und früher durch die Wern angetrieben wurde, fließt ihm ein aus dem Norden kommender namenloser und knapp 300 Meter langer Graben zu.
Der Maibach, der früher etwas weiter östlich in etwa dort, wo heute die B 19 entlangführt, floss, knickt scharf nach links ab und zieht in der Flur Im Grund zwischen der Bundesstraße im Osten und dem Ernst-Stahl-Weg im Westen südwärts durch die feuchten Wiesen der Wernaue. Er fließt dabei südöstlich der Fuchsenmühle an einer teilweise brachgefallenen  Nasswiese vorbei, in deren gemähtem Bereich Seggen und Binsen wachsen, während im brachliegenden Teil sich Schilfrohr stark ausgebreitet hat. Der circa 300 Meter breite Talgrund wird geprägt von pleistozänem bis holozänem Sand- und Kiesgestein, das teilweise unter Flusslehm oder Flussmergel liegt und über das sich fast ausschließlich Gley und Gley-Braunerde abgelagert hat und an den Hängen auf beiden Seiten stehen Untere Tonstein-Gelbkalkschichten der Erfurt-Formation aus dem Unteren Keuper der Mitteltrias an über die sich überwiegend Braunerde abgelagert hat. Das auf der linken Seite liegende Waldgewann Hartholz  ist vor allem mit Eichen und Hainbuchen sowie mit beigemischtem Bergahorn und weitgehend auf die Ränder des Waldes beschränktem Feldahorn bewachsen und in der Strauchschicht gedeihen vereinzelt die Haselnuss, der Holunder und der Weißdorn.
Der Maibach mündet schließlich schräg gegenüber der Mündung des Leuselbachs auf einer Höhe von 241 m ü. NHN von links in die aus dem Norden heranziehende Wern. Westlich der Mündung steht die Weidenmühle, ein im Kern um 1600 erbauter zweigeschossiger Satteldachbau mit Mühlentrakt, einer Fachwerkscheune, einem Kellerhaus, einem Stall und einem Back-/Waschhaus, die heute als Pferdehof mit Reitplatz und als Freizeitpark mit Islandpferden, Dahomey-Zwergrindern und Alpakas genutzt wird.

Die Weidenmühle mit Scheune und Back-/Waschhaus
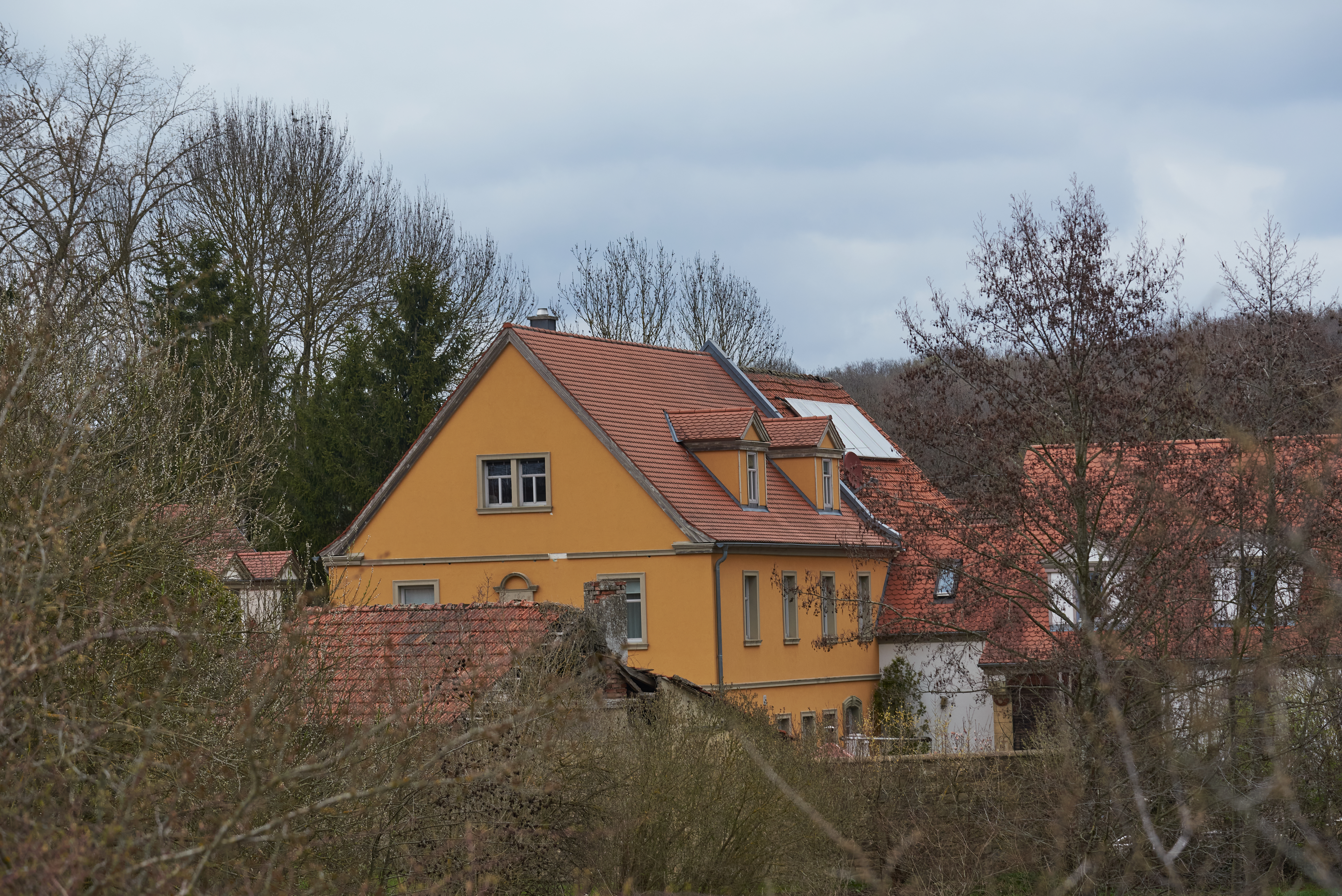
Mühle
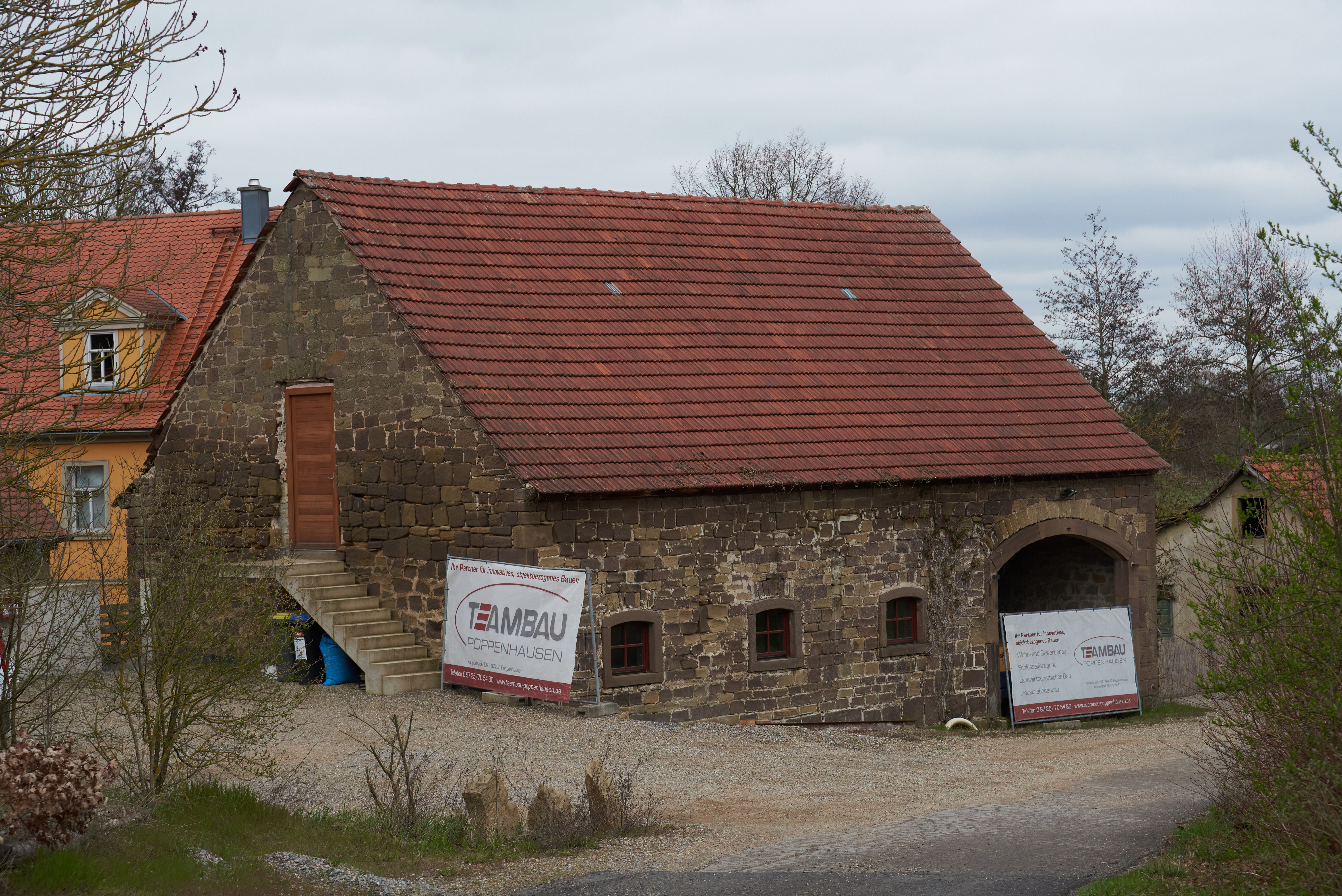
Scheune
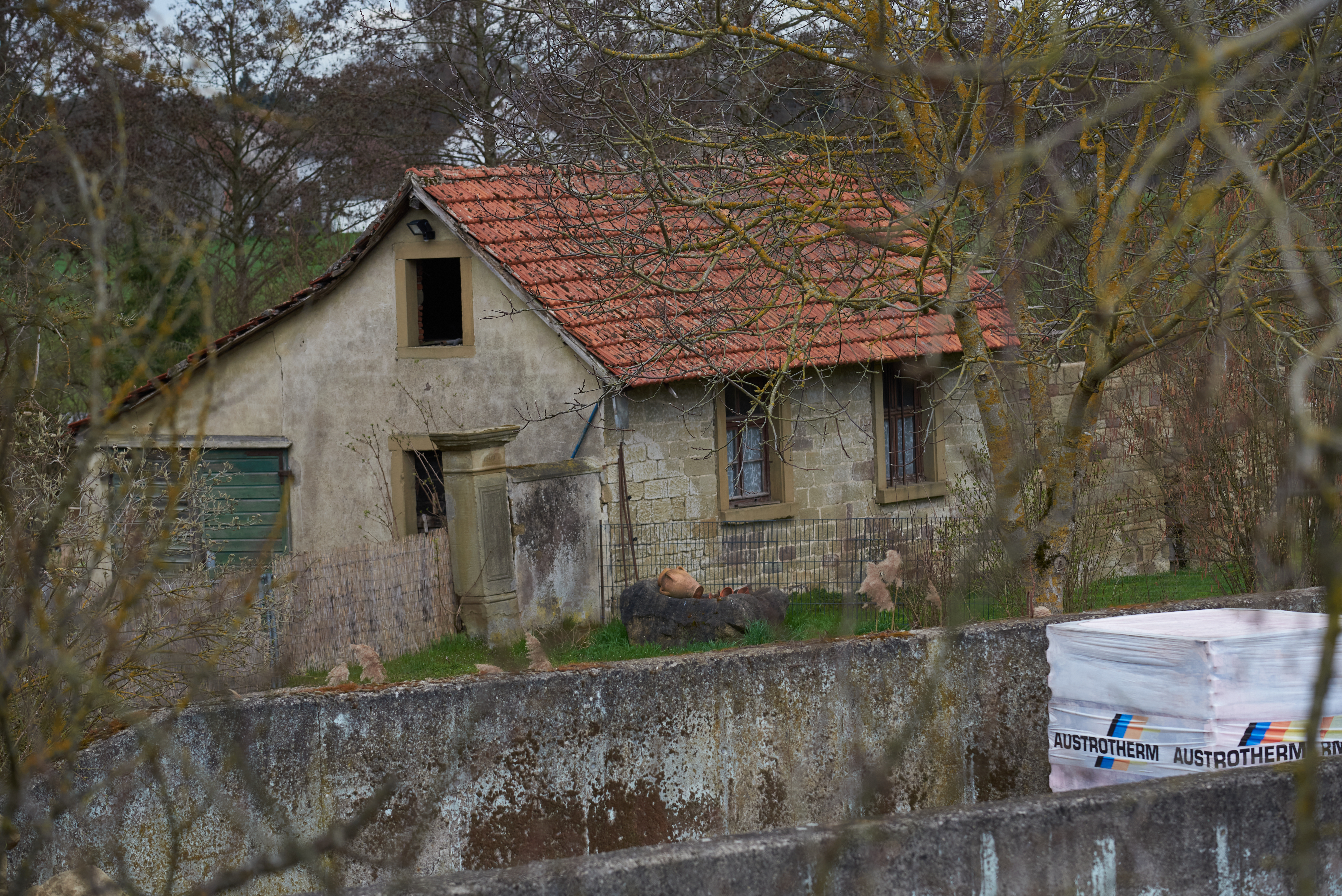
Back-/Waschhaus

Der etwa 4,9 km lange Lauf des Maibachs endet ungefähr 62 Höhenmeter unterhalb seiner Quelle, er hat somit ein mittleres Sohlgefälle von etwa 13 ‰.

### Einzugsgebiet
Das 6,97 km² große Einzugsgebiet des Maibachs erstreckt sich von der Münnerstädter Hochfläche bis zum Schweinfurter Becken und wird durch ihn über die Wern, den Main und den Rhein zur Nordsee entwässert.
Es grenzt
- im Norden an das Einzugsgebiet des Pfersbachs, der in die Wern mündet;
- im Nordosten und Osten an das des Marienbachs, der in den Main mündet;
- im Südosten und Süden an das des Bartelsgrabens, der ebenfalls in die Wern mündet und
- ansonsten an das Einzugsgebiet der Wern direkt oder an das ihrer kleineren und namenlosen Zuflüsse.

Im Quellgebiet und am Oberlauf überwiegt Waldgelände, ansonsten dominieren landschaftliche Nutzflächen und am Mittellauf liegt das Siedlungsgebiet der Ortschaft Maibach. Die höchste Erhebung ist ein 345 m ü. NHN hoher namenloser Hügel im Nordosten des Einzugsgebiets.

### Zuflüsse
Zuflüsse von der Quelle zur Mündung, soweit namentlich bekannt
- Bodenäckergraben (rechts), 2,2 km[21]
- Grundgraben (links), 0,6 km[21]

### Flusssystem Wern
- Fließgewässer im Flusssystem Wern